# アンドラ

アンドラ公国
Principat d'Andorra

国の標語：Virtus Unita Fortior
（ラテン語: 団結は力なり）
国歌：El Gran Carlemany（カタルーニャ語）
偉大なるカルレマニ

1. 
2. 
3. 

アンドラ公国（アンドラこうこく）、通称アンドラは、ヨーロッパ西部のピレネー山脈中に位置する立憲君主制国家。首都はアンドラ・ラ・ベリャ。

## 概要
フランスとスペインに挟まれたピレネー山脈中にあり、歴史的理由によりフランス大統領とカタルーニャ（ラ・セウ・ドゥルジェイ）のウルヘル司教の2名による共同公を元首とするミニ国家である。
イベリア半島に属しており、国際連合の分類では南欧とされている。
アンドラの国旗は青、黄色、赤の縦三色旗であり真ん中に国章が描かれている。
元々はフォワとカタルーニャの旗を合わせた黄色と赤の縦2色の旗を使用していたが、1866年にフランスの青を入れた三色旗に変更され、それぞれの地域との関係の深さを強調したものとなっている。
国章に描かれている紋章は、アンドラと関係が深いフランスとカタルーニャの貴族などの紋章で、左側がカタルーニャ（上がウルヘル司教、下がカタルーニャ伯）、右側がフランス（上がフォア伯、下がベアルン伯）となっており、国章の下部には国のモットーである「団結は力なり」がラテン語で書かれている。

## 国名
政体を冠した正式国名はカタルーニャ語の、Co-Principat d'Andorra（コ・プリンシパット・ダンドーラ）で、「アンドラ共治公国」の意味を持つ、通称、Andorra（アンドーラ）。フランス語では、Principauté d'Andorre（プランシポテ・ダンドール）、通称 Andorre（アンドール）、スペイン語では、Principado de Andorra（プリンシパード・デ・アンドーラ）、通称 Andorra（アンドーラ）である。日本語での正式国名はアンドラ公国、通称はアンドラ、漢字表記は安道爾である。
国名については「アンドラ渓谷公国（カタルーニャ語：Principat de les Valls d'Andorra）」と称されることもある。「アンドラ」の由来については諸説あり定かではないが、一説には同地に居住していたイベリア人の部族を古代ギリシア語でアンドシンス（Andosins）と呼称しており、バスク語で「巨大な」を意味する「handia」に由来するというものがある。
しかし、アンドラの歴史家であるカルレス・ガスコンは、「アンドラの由来にアンドシンスは関係がない」としており、上記の仮説については否定している。

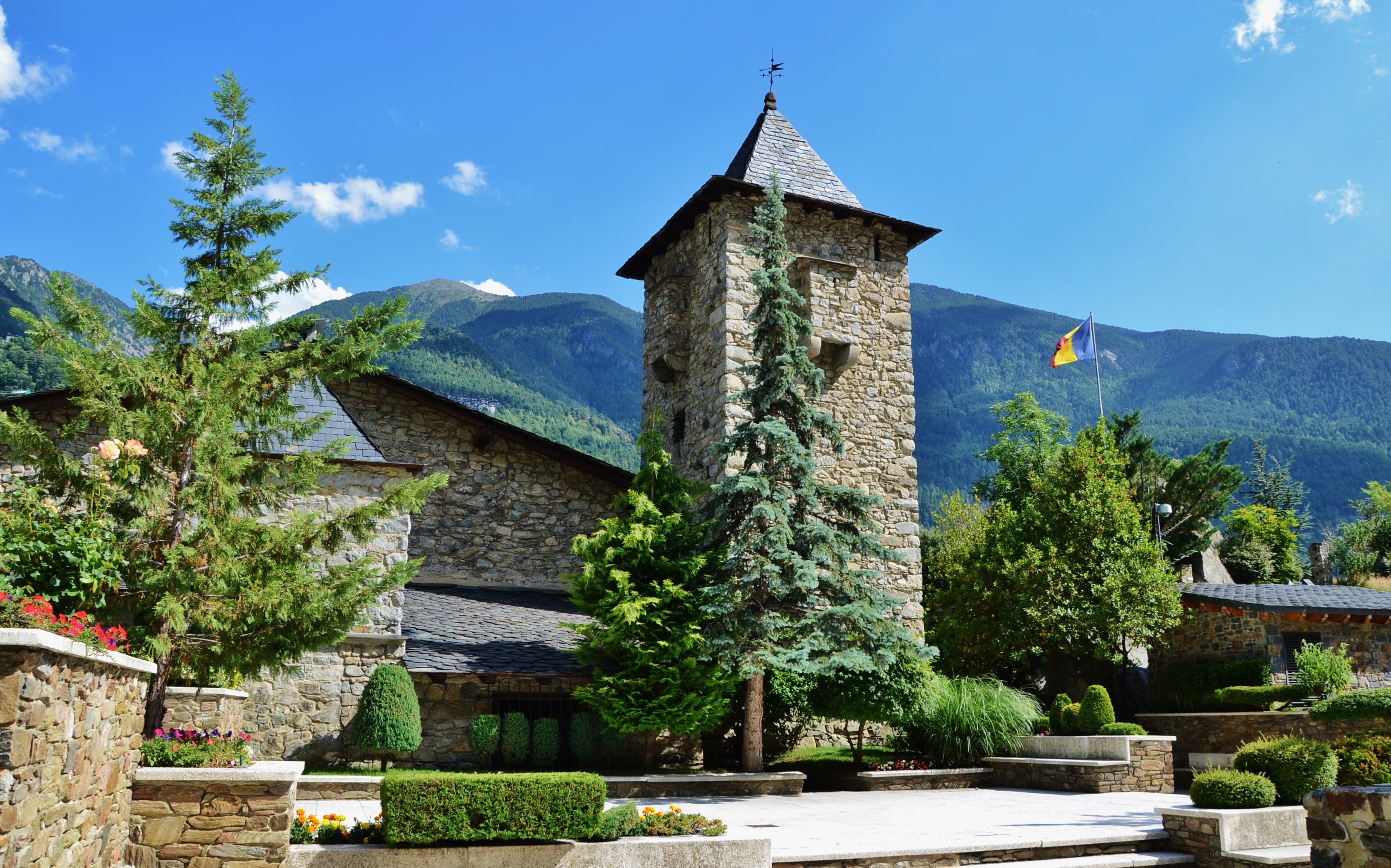
アンドラの一般評議会の元本部である La Casa de la Vall。

## 歴史
国内で発見された遺跡から、紀元前1万年ごろには定住が行われていたことが推測されている。古代ギリシアの歴史家ポリュビオスは『歴史』第3巻35章1節において、ポエニ戦争でカルタゴ軍がピレネー山脈を越える際、アンドラの谷に先住民が居住しており、彼らを「アンドシンス」と呼んだ事が記されている。これが文献上に見える最古のアンドラである。
803年、フランク王国のシャルルマーニュがピレネー山脈中においたスペイン辺境領の一つ、ウルヘル伯領を起源とする。
1133年、ウルヘル伯はウルヘル司教にアンドラの宗主権を譲り渡した。1096年、司教はカボー家にアンドラの防衛を委ねる代わりに、代償としてアンドラの一部カボー谷の統治権を与えた。カボー家の権利はカステルボー子爵との婚姻によって移動し、1208年にはフォワ伯家によって掌握された。フォワ伯家はアンドラ全体の統治権を狙い、司教と争うようになった。事態の解決のため、1278年に両者を対等の共同統治者とする宗主契約が結ばれた。1419年には最初の議会が設置されている。フォワ伯のガストン4世はナバラ女王のレオノールと婚姻し、以降フォワ伯位とアンドラの統治権にくわえてナバラ王を継承するようになった。フォワ伯の地位は女系を経てブルボン家に渡り、1589年にアンリ4世がナバラ王兼フランス王となったことでフランス王がアンドラの宗主権を受け継ぐことになる。1607年にはアンリ4世が、フランス王とウルヘル司教を共同公とする勅令を出し、アンドラは公国となった。
フランス革命が発生して1793年にルイ16世が処刑されると、フランス側の共同公は存在しなくなった。アンドラ側は革命政権を承認せず、フランス第一共和政政府もアンドラとの関係を絶った。1794年、スペインとの間でピレネー戦争を戦っていた共和政政府は、この機にアンドラを併合しようともくろんだ。この時アンドラの代表がフランス軍の司令官のもとにおもむき、侵攻を断念するよう説得している。1806年、フランス皇帝に即位したナポレオン・ボナパルトとの間で両国関係は修復され、再びフランスの元首が共同公につくことになった。1814年の第一帝政崩壊により支配から脱するが、以降も封建的な制度はそのまま受け継がれていくことになる。
1914年に第一次世界大戦が勃発した際には、3人のアンドラ人がフランス軍に志願した事が判明している。なお、当時のアンドラがどのような立場であったかは現状不明である。
1934年7月にはリトアニアの冒険家、ボリス・スコスヤレフがフランスの庇護下にあるアンドラ王「ボリス1世」を称して、ウルヘル司教に対して宣戦布告したが、まもなく国外追放される事件が起きている。
スペイン内戦の時期には中立を守り、フランス軍が駐屯している。第二次世界大戦では中立を守ったものの、スペイン軍が駐留している。またスペインとヴィシー政権の密輸ルートとして利用されている。1944年にはドイツ軍の部隊が領内に侵入しているが、1945年に退去するまで戦闘行為は発生しなかった。
1993年3月14日、憲法が国民投票の結果可決され、ウルヘル司教とフランス大統領を共同元首とする議会民主主義制国家となる事が決定された。フランスおよびスペインは6月1日に国家承認し、正式に独立国家となった。同年7月、国際連合に加盟した。

## 政治
アンドラの国家元首である共同公は、スペインのウルヘル司教（Obispado de Urgell, évêques d'Urgell）とフォワ伯爵（comte de Foix）の法定継承者であるフランス大統領とが保持する、共同君主制を採用している。1993年の憲法で国民主権が明記され、公の権限は首相の任命、大使の接受、法律・条約の認証などである。両者がアンドラの国務に直接携わったり来訪することはほとんどなく、駐在代理官（représentant）が委任を受けてその権限を行使する。
アンドラの国会に当たる大評議会（カタルーニャ語: Consell General d'Andorra）は「渓谷総会（カタルーニャ語: Consell General de les Valls）」とも呼ばれ、一院制で、定数は28議席、任期は4年で、14議席を全国区から選出し、残り14議席は7教区ごとに割り振られて各教区2議席ずつの定数となっている。行政府の長である首相は議会によって選出される。保守・自由民主主義のアンドラ自由党と、社会民主主義の社会民主党による二大政党制だが、他にも小政党が存在する。2019年4月7日執行のアンドラ総選挙ではアンドラのための民主党が11議席を獲得するなど、二大政党制政治にも陰りが見られる。

## 軍事・治安
志願制に基づく「Sometent」と呼ばれる民兵組織が存在しており、有事や災害時に招集される。同部隊は予備役となっており、平時においては、12人の儀仗兵のみが現役部隊となっている。
ただし、現実的には敵対する国家も存在しない上、1993年の憲法制定まで外交をフランスに委ねていた事もあり、国防に関してはフランス及びスペインに委託している。240人規模の警察部隊 (アンドラ)が存在し、国境警備や治安活動に当たっている。
司法に関しては共同公の権限があり、被告の希望に従ってどちらかの元首が指名した判事が行う。上訴審では両元首が相互に5年おきに任命した判事が取り扱い、最終審はフランスのペルピニャン高等裁判所またはウルヘル司教の最高裁で行われる。

## 国際関係
外交は1993年までは共同公の権限であり、ウルヘル司教は外交組織を持っていなかったためフランスが代行していた。独立以後はアンドラ政府自身で行うことになった。国際連合（1993年）および欧州評議会（1994年）に加盟。WTOには、1997年に加盟申請。2020年現在、加盟交渉中となっている。欧州連合（EU）や欧州自由貿易連合（EFTA）、万国郵便連合、生物多様性条約には加盟していない。
2015年3月10日、アメリカ合衆国財務省の金融犯罪取り締まりネットワークは、バンカ・プリバダ・ダンドラ（BPA）を「主要マネーロンダリング企業」に指定。HSBC、バンカメ、シティバンク、ドイツ銀行は、BPAのコルレスバンクをしていた。この関係を利用して、BPAは2009〜14年に数億ドル規模の取引を処理した。そうした取引には、ダミー会社、無許可の送金、タックス・ヘイヴンなど「その他リスクの高い顧客企業」が絡んでいたとされる。なおアンドラは、国際決済機関のクリアストリームに16の匿名口座を開いていた。

### 日本との関係
日本は1993年12月7日にアンドラを国家承認し、1995年10月に両国間の外交関係が築かれた。アンドラにおける日本の代表部は、在フランス日本国大使館が兼轄している。
日本人のアンドラへの渡航は、在スペイン及び在フランス日本人によるものを中心に、年間数千人程度と見られている。
2005年（平成17年）1月20日、首相のマルク・フォルネ・モルネが湘南モノレールを視察。首相夫妻と外務大臣ら5人が、同社社長の前田克彦らとともに全区間を乗車した。同首相は積雪に強いこのモノレールに対し「アンドラ公国にぴったりの交通機関」と感想を述べた。アンドラは冬期5か月間は雪に閉ざされることが多いため、降雪に強い交通手段として、このサフェージュ式モノレールに関心を寄せている。
在アンドラの邦人は16人（2021年10月現在）、在日のアンドラ人は6人。
貿易関係では、現在のところWTOに加盟しておらず、また日本と最恵国待遇を規定する二国間条約も締結していないので、日本はアンドラ産品にWTO税率を適用していない。日本・EU経済連携協定附属書3-Eアンドラ公国に関する附属書に基づき、HS25類から97類までのアンドラ産品について、日本は日本・EU経済連携協定に基づくEPA税率を適用する。

## 地方行政区分

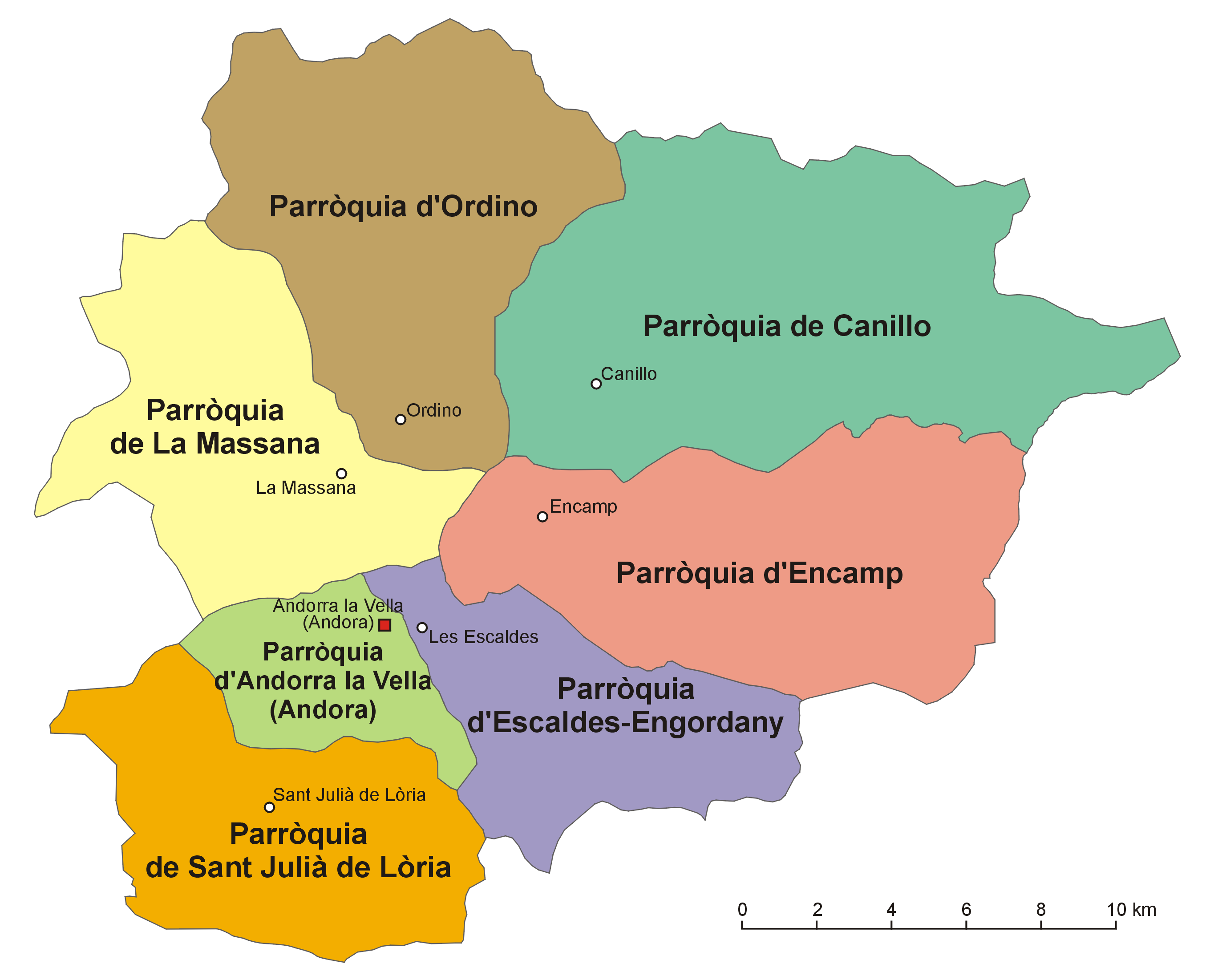
アンドラの地方行政区分図

7つの教区（パロキア、parròquia）に区分される。
- アンドラ・ラ・ベリャ
- エスカルデス＝エンゴルダニ
- アンカム
- ウルディーヌ
- カニーリョ
- サン・ジュリアー・ダ・ロリア
- ラ・マサーナ

## 地理

山がちなアンドラの地勢

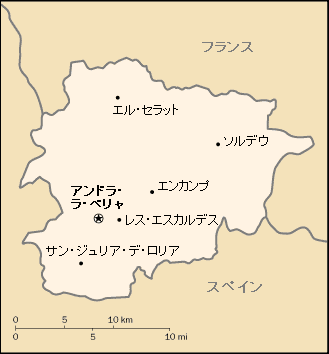
アンドラの地図

国土面積は468km2であり、日本では金沢市の面積とほぼ等しい。
ピレネー山脈東部に位置し、スペインとフランスにはさまれた山がちの内陸国である。スペインのカタルーニャ州リェイダ県、フランスのオクシタニー地域圏アリエージュ県とピレネー＝オリアンタル県に接する。厳しい高低差があり、複数の谷が刻み込まれている。山からは粘板岩が産出し、伝統的な家屋の屋根はこれで葺かれ、壁は自然石を用いて作られている。
夏季は乾燥し、冬季の降雪が多い地中海性気候である。耕作地や住宅地の他はほとんどが針葉樹林であるが、標高2500m以上の地域では樹木が生育せず、草地や裸地となっている。
国内最高峰はコマ・ペドローザ峰（2942m）。主な河川はバリラ川。

## 経済

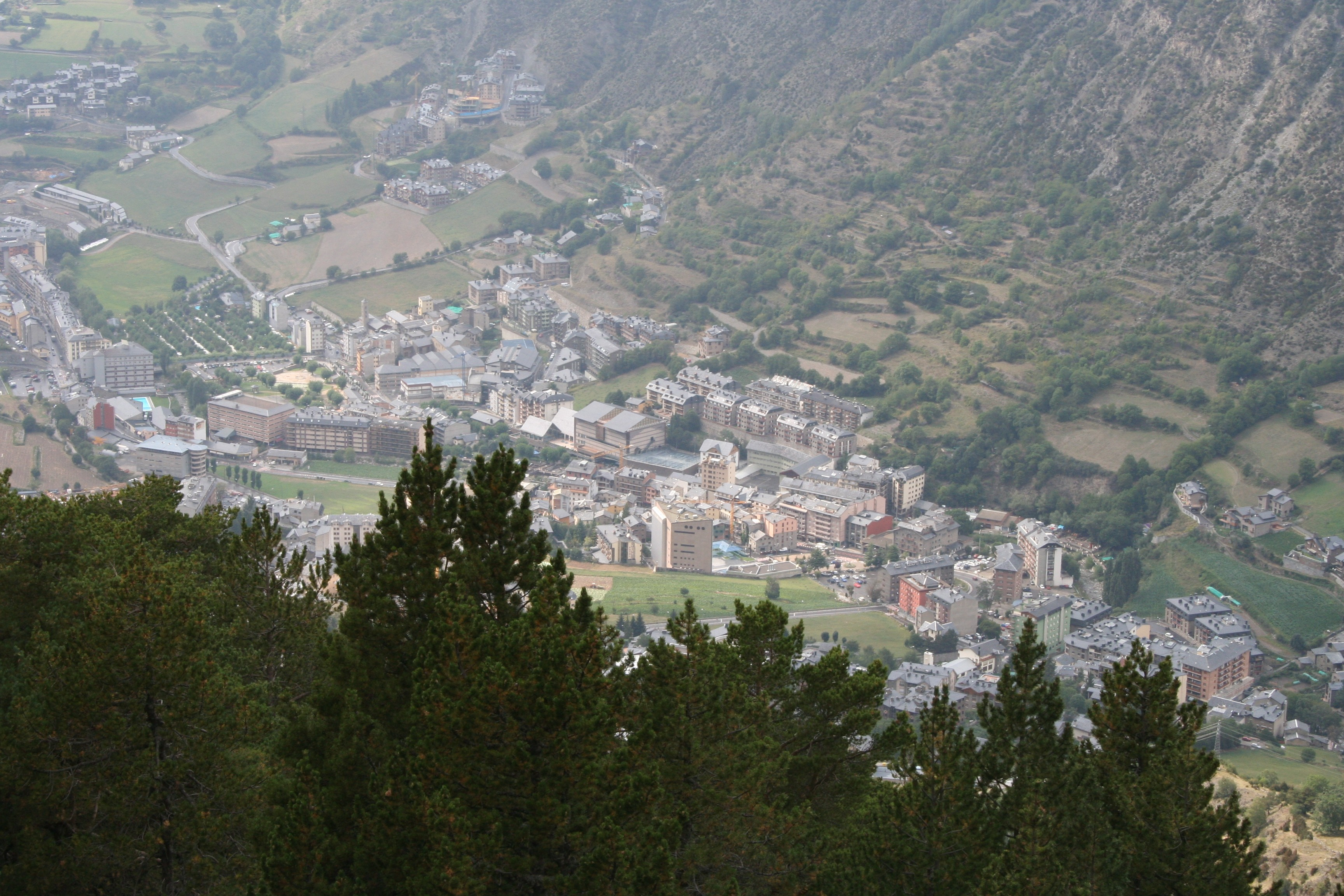
エンカンプ市街地

経済の中心は観光業である。EU非加盟だが、ユーロを通貨としている。ユーロ導入前はスペイン・ペセタとフランス・フランを併用していた。国家歳入の大半は、EUからの輸入関税である。
元々は消費税などは存在しなかったが、外国人が脱税目的でアンドラに来て銀行預金するのが後を絶たなかったため、2012年より法人税・非居住者に対する直接税が導入され、2013年からは付加価値税、2016年からは個人に対する所得税も導入された。これらの税制改革により、2018年12月のEU経済・財務理事会において、タックス・ヘイヴンの監視継続対象である「グレー・リスト」から除外されている。

### 商業
冬期のスキーやスノーボード、夏期のトレッキングやスパなどのレジャー産業が盛んで、宝石店、自動車パーツ店、免税店（ヨーロッパ全域のブランド品・タバコ・香水を扱う）でのショッピングを含めた観光業が基幹産業となっている。マドリウ＝ペラフィタ＝クラロ渓谷は世界遺産にも登録されている。
スペインやフランスなどの周辺の国の人々の別荘も多く存在している。近隣の大都市であるスペインのバルセロナからは、毎週末になると週末の観光を兼ねた買出し客が国境を越えて押し寄せることもあり、国境検問所沿いの道路には観光客を目的にした、免税店（スーパーマーケットやガソリンスタンド）が軒を連ねる。

### 農業
農業には人口の4%が従事し、国土の2.1%が農地である。主な品目はタバコ、ジャガイモ、トウモロコシ、オリーブなどの他、牧畜も行われている。世界的な観光業の成立以前は農業が国の基盤だった。現在、世界市場で競争力を持っているのはタバコである。アンドラ産のタバコの葉は大変香りが強いため珍重されており、ブレンド用として輸出されている。

### 鉱業
第一次産業、第二次産業はいずれも規模が小さい。アンドラの鉱物資源は鉄鉱石と鉛、ミョウバン、石材、イオウを含んだ水である。300年以上に渡り、採鉱から鍛鉄まで小規模ながら一貫した鉱業が継続していた。現在でも鉄資源は枯渇していないが、製鉄業は成立していない。イオウを含んだ水は羊毛の洗浄に用いるためのものである。

### 工業
工業は、繊維業、紙巻きたばこ製造、家具製造業を中核とする。繊維業では、レス・エスカルデスの羊毛で織ったスカーフや毛布が著名である。アンドラの輸出額に占める工業製品の比率は90%に達する。内容は自動車、精密機械などで、いずれも軽微な加工に留まる。工業製品に分類される輸出金額は5700万ドル（2002年時点）である。

### 情報通信
テレビ局とラジオ局がある（RTVA）。郵便はフランスおよびスペインが配達、アンドラ国内の送料は無料。街中に両国の郵政公社によるポストが設置されている。インターネットの国別ドメインは.adである。

## 交通
国内の交通は自動車とバス、オートバイが一般的である。スペインとフランスとの間は幹線道路で結ばれており、特にバルセロナとの間には、高速道路が一部完成していることから交通量も多い。空港、港、鉄道はない。ヘリポートは存在する（空港の存在しない国の一覧）。

## 国民
アンドラの国籍要件は厳しく、かつては父親がアンドラ国籍である子しかアンドラ国籍を取得できなかった。労働のためにアンドラに移住してきた者は無国籍となり、1990年代ごろにはアンドラ国籍を持つ者は30%を下回っていた。
アンドラの人口は、2019年の時点で77,000人、民族的には2017年の時点でアンドラ人が48.8%、スペイン人が25.1%、ポルトガル人が12%、フランス人が4.4%、その他が9.7%である。

### 言語
公用語はカタルーニャ語である。その他、スペイン語、フランス語、ポルトガル語が使われている。

### 宗教
国民の大半がカトリック教会の信者である 。

## 文化

### 世界遺産
アンドラには、ユネスコの世界遺産（文化遺産）としてマドリウ＝ペラフィタ＝クラロ渓谷が登録されている。

### 祝祭日
| 日付          | 日本語表記               | 現地語表記 | 備考                         |
| ------------- | ------------------------ | ---------- | ---------------------------- |
| 1月1日        | 元日                     |            |                              |
| 1月6日        | 公現祭                   |            |                              |
| 3月14日       | 憲法の日                 |            |                              |
| 移動祝日      | 聖木曜日                 |            |                              |
| 移動祝日      | 聖金曜日                 |            |                              |
| 移動祝日      | 聖土曜日                 |            |                              |
| 移動祝日      | 復活祭                   |            |                              |
| 移動祝日      | 復活の月曜日             |            | 復活祭の翌日                 |
| 5月1日        | メーデー                 |            |                              |
| 移動祝日      | 主の昇天                 |            | 復活祭（イースター）の40日後 |
| 移動祝日      | 聖霊降臨祭               |            | 復活祭（イースター）の50日後 |
| 移動祝日      | 聖霊降臨祭後の月曜日     |            | 聖霊降臨祭の翌日             |
| 6月24日       | 洗礼者ヨハネの祝日       |            |                              |
| 8月第一土曜日 | アンドラ・ラ・ベリャの日 |            |                              |
| 8月15日       | 聖母の被昇天             |            |                              |
| 9月8日        | 国家の日                 |            |                              |
| 11月1日       | 諸聖人の日               |            |                              |
| 11月4日       | 聖チャールズの日         |            |                              |
| 12月8日       | 無原罪の聖マリアの祝日   |            |                              |
| 12月24日      | クリスマスイブ           |            |                              |
| 12月25日      | クリスマス               |            |                              |
| 12月26日      | 聖ステファノの日         |            |                              |
| 12月31日      | 大晦日                   |            |                              |

### スポーツ
アンドラはスキーなどのウィンタースポーツのほか、自転車競技やトレッキング、サッカーなどのスポーツが人気となっている。また、欧州小国競技大会を開催し参加している。
サッカー
アンドラ国内でも他のヨーロッパ諸国同様にサッカーも盛んであり、1995年にプロサッカーリーグの「アンドラン・プリメーラ・ディビシオ」が創設された。FCサンタ・コロマが6連覇を含むリーグ最多13度の優勝を成し遂げている。また、首都のアンドラ・ラ・ベリャに本拠地を置くFCアンドラは、隣国であるスペインの2部リーグに所属している。さらに2018年には、FCバルセロナ所属のジェラール・ピケが自身の会社（Kosmos Global Holding, S.L.）を通じて同クラブを買収し、ピケがクラブの社長に就任している。

## 関係項目
- アンドラ関係記事の一覧
- アンドラの歴史
- アンドラのスポーツ
- サッカーアンドラ代表

国境
シェンゲン協定(シェンゲン圏)や欧州連合(EU)に加盟していないため、移動の自由を承認している国間のようにパスポートの簡易チェックではなく、犯罪歴や新型コロナの罹患などもチェックされる場合がある。
- アンドラ＝スペイン国境（英語版） - 主要陸路はスペインのラ・セウ・ドゥルジェイへ至るグランドバリラ（英語版）を経由するルートであり、国境唯一の国境検問所があるのもこのルートである。スペインの村Os de Civís（英語版）には、アンドラ側からしか入れないため国境検問所はない。
- アンドラ＝フランス国境（英語版）